# کشتارهای بلژیکی
کشتارهای بلژیکی (انگلیسی: The Belgian Massacres) با نام کامل کشتارهای بلژیکی. خطاب به کارگران اروپا و ایالات متحده رساله‌ای سیاسی نوشته کارل مارکس است که در سال ۱۸۹۶ نوشته شده‌است.

## پیشینه و محتوا
در اواخر قرن نوزدهم سوسیالیسم در بلژیک شروع به گسترش کرد. سلطنت لئوپولد دوم شاهد رشد گروه‌ها و احزاب سیاسی سوسیالیستی به ویژه در میان کارگران صنعتی منطقه والونی بود. جنبش اولیه سوسیالیستی توسط جنبش تعاونی موفقی در میان فلاندرها مشخص شد. اتحادیه‌های تجاری در سال ۱۸۶۶ قانونی شدند و راه را برای ساماندهی احزاب کارگری باز کردند. انجمن بین‌المللی کارگران نخستین نشست خود را در بروکسل در سال ۱۸۶۸ و در بحبوحه گسترش سوسیالیسم در بلژیک برگزار کرد. در آوریل ۱۸۶۹ اعتصابی در شهرهای شرقی سرن و فرموره آغاز شد که با خشونت سرکوب شد. حداقل نه اعتصاب‌کننده توسط گارد شهری کشته شدند.
مارکس در پی حوادث خونبار بلژیک در آوریل ۱۸۶۹ این رساله را خطاب به کارگران اروپا و ایالات متحده نوشت. این رساله در دو نسخه فرانسوی و انگلیسی نوشته شد و در ۴ مه ۱۸۶۹ به شورای عمومی انجمن بین‌المللی کارگران (بین‌الملل اول) در لندن ارائه و بعدها در تعدادی از روزنامه‌های بلژیکی و اروپایی نیز منتشر شد. در این رساله مارکس به انتقاد از دولت و سرمایه داران به دلیل تبدیل شدن سریع اعتصاب کارگران کارخانه فلزات کوکریل به شورشی تمام عیار و سرکوب آن می‌پردازد. او دولت و کلیسا را در سرکوب خشونت بار این اعتصاب و شورش مقصر می‌داند و از کارگران اروپا و ایالات متحده درخواست می‌کند که به جمع‌آوری پول برای جبران خسارت‌های خانواده‌های کارگران کشته شده در این حوادث بپردازند.